# Fred Francis Bosworth
Fred Francis Bosworth, mer känd som F F Bosworth, född 17 januari 1877 i Utica, Nebraska, USA, död 23 januari 1958, var en evangelist och en av de första radiopredikanterna.